# Monti dei Coriacchi
I Monti dei Coriacchi, anche conosciuti come Altopiano dei Coriacchi (russo Корякское нагорье, Korjakskoe Nagor'e) sono una catena montuosa dell'Estremo Oriente Russo. 
Questa catena si estende lungo la costa del Mare di Bering; si salda a sud con la Catena Centrale della Kamčatka, costituendo parte della porzione russa della cosiddetta 'cintura di fuoco' del Pacifico. Sono geologicamente molto attivi; l'orogenesi è tuttora in corso, provocata dalla subduzione di parte della placca pacifica al di sotto della placca nordamericana.
La catena principale si articola in una serie di catene laterali, tra cui le più rilevanti sono i monti Vetvejskij, i monti Ukėlajat, i monti della Pachača, i monti dell'Oljutor, i monti Pylginskij e, verso nord, i monti Južno-Majnskij, i monti Neprochodymyj e i monti Kojvėrlanskij.
Dalla catena hanno origine molti fiumi, i più importanti dei quali sono: Majn, Velikaja, Vyvenka, Apuka e Pachača. Tra gli altri: Belaja, Ėnyčavajam, Oklan, Chatyrka e Talovka. 
I Monti dei Coriacchi culminano ai 2.562 metri di quota del monte Ledjanaja; la quota media è compresa fra i 600 e i 1.800 metri.